# Vízhányó László
Vízhányó László (Kiskunfélegyháza, 1924. – Budapest, 1997. március 7.) magyar nemzetközi labdarúgó-játékvezető. Beceneve: "Vizes". Polgári foglalkozása hivatásos katona. Hobbija a természetjárás, az utazás.

## Pályafutása

### Labdarúgóként
Fiatal, kölyök korában apai szigorral a Kiskunfélegyházi "Reménység" Vasutas Sportegyesülethez került, 15 éves korában a tartalékcsapatban  hátvéd posztokon játszott. A II. világháború egyéves katonai szolgálata megszakította induló pályafutását. A háború után tovább focizott, de egy súlyos sérülés véget vetett labdarúgó pályafutásának. Játékosként igyekezett minden játékvezetővel szemben érvényesíteni – vélt – igazát. A honvédségnél, az amatőr Honvéd bajnokságokban több csapatban is játszott.

### Labdarúgó-játékvezetőként

#### Nemzeti játékvezetés
A játékos- és sporttudósítói múlt vezette a játékvezetői tanfolyam elvégzéséhez. Sikeres vizsgát 22 évesen 1945-ben szerezte meg, gyakorló játékvezető lett. A szegedi osztályban kezdte el bírói pályafutását, 1946-ban már megye I. osztályban gyűjtötte a szükséges tapasztalatokat. 1949-ben NB. III-as, egy év múlva, 1950-ben országos játékvezetőként az NB. II. bírói keretbe került. 1951-ben katonai szolgálati elfoglaltsága miatt – nem tudott rendszeresen mérkőzésekre járni – kikerült az országos játékvezetői keretből. Megyei játékvezetőként tartotta karban szakmai felkészültségét. Harangozó Sándor korábbi FIFA játékvezető biztatására, meg kitartásának köszönhetően 1957-ben, Budapesten újra kezdte az aktív játékvezetést, 1961-ben elérte célját, a legmagasabb labdarúgó osztály, az NB. I. játékvezetői keretbe került. Ebben az évben sikeresen debütált, a Komló–Ózd (5:0) kiesést eldöntő bajnoki mérkőzés vezetésével. Hosszú és eredményes játékvezetői pályafutását 1973-ban fejezte be, a Zalaegerszeg–Csepel (1:0) bajnoki mérkőzés vezetésével. Több nemzetközi válogatott és klubmérkőzésen partjelzőként segítette játékvezető társait. Első ligás mérkőzéseinek száma: 110

#### Nemzetközi játékvezetés
A Magyar Labdarúgó-szövetség Játékvezető Bizottsága 1967-ben terjesztette fel nemzetközi játékvezetőnek, a Nemzetközi Labdarúgó-szövetség (FIFA) bíróinak keretébe. 1962-ben volt az első nemzetközi mérkőzése, amikor a Románia–Jugoszlávia nemzetek közötti találkozót vezette. Ausztriától a Vietnámi Demokratikus Köztársaságig – ahol a Baráti Hadseregek Tornáján tevékenykedett – több országban szolgálta a labdarúgást. Európai játékvezetőként talán ő láthatta közvetlen közelről, a Vietnám–Koreai NDK (0:4) találkozón az északi szomszédok eredményes játékát, akik Angliában a VIII., az 1966-os labdarúgó-világbajnokság döntőjében kiemelkedő játékkal rukkoltak ki. 1964-ben a Görög labdarúgó-szövetség felkérésére Aranyosi Lajos társával bajnoki mérkőzéseket vezettek. 1969-ig 21 nemzetek közötti válogatott mérkőzést vezetett,

## Sportvezetői pályafutása
Társadalmi sportmunkásként tevékenykedett az MLSZ Játékvezető Bizottság, majd a Játékvezető Testület szervező- és játékvezető ellenőr bizottságaiban.

## Írásai
1942-től az MTI és a Nemzeti Sport helyi tudósítója, valamint a Félegyházi Közlöny sportrovatvezetője, ahol rendszeresen bírálta a játékvezetők tevékenységét.

## Sikerei, díjai
1966-ban az MLSZ Játékvezető Testület ellenőreinek értékelése alapján az Év Játékvezetője címet érdemelte ki. 1984-ben Szlávik András a Játékvezető Bizottság elnöke kimagasló társadalmi munkájának elismeréseként tárgyjutalomban részesítette.